# رزنیکوف (استان بلگورود)
رزنیکوف (انگلیسی: Reznikov, Belgorod Oblast) یک شهرک در بخش آلکسیفسکی استان بلگورود کشور روسیه است.